# Kilkis (periferie-district)
Kilkis (Grieks: Κιλκίς) was een departement (nomos) in de Griekse regio Centraal-Macedonië. De hoofdstad is het gelijknamige Kilkis en het departement had 89.056 inwoners (2001).

## Geografie
Het departement grenst aan het land Noord-Macedonië in het noorden, en de andere Griekse departementen Serres in het oosten, Thessaloniki in het zuiden en Pella in het westen.
Het landschap wordt hoofdzakelijk bepaald door het stroomgebied van de rivier de Axios in het westen en de rivier de Gallikos in het oosten. In het noorden, op de grens met het land Macedonië ligt het Dojranmeer. Bergen vinden we in het uiterste noorden (Belasica), het oosten en het uiterste westen (Paiko).

## Plaatsen[2]
Door de bestuurlijke herindeling (Programma Kallikrates) werden de departementen afgeschaft vanaf 2011. Het departement “Kilkis” werd een regionale eenheid (perifereiaki enotita). Er werden eveneens gemeentelijke herindelingen doorgevoerd, in de tabel hieronder “GEMEENTE” genoemd.
| Plaats     | Hoofdplaats (vroeger) | Postcode | GEMEENTE | Hoofdplaats van de gemeente |
| ---------- | --------------------- | -------- | -------- | --------------------------- |
| Axioupoli  |                       | 614 00   | Paionia  | Polykastro                  |
| Cherso     |                       | 610 02   | Kilkis   | Kilkis                      |
| Doirani    |                       | 610 03   | Kilkis   | Kilkis                      |
| Evropos    |                       | 610 02   | Paionia  | Polykastro                  |
| Gallikos   | Kampani               | 611 00   | Kilkis   | Kilkis                      |
| Goumenissa |                       | 613 00   | Paionia  | Polykastro                  |
| Kilkis     |                       | 611 00   | Kilkis   | Kilkis                      |
| Kroussa    | Terpylos              | 611 00   | Kilkis   | Kilkis                      |
| Mouries    | Stathmos Mourion      | 610 03   | Kilkis   | Kilkis                      |
| Pikrolimni | Mikrokampos           | 570 01   | Kilkis   | Kilkis                      |
| Polykastro |                       | 612 00   | Paionia  | Polykastro                  |
| Livadia    |                       | 614 00   | Paionia  | Polykastro                  |

Chalkidiki · Imathia · Kilkis · Pella · Piëria · Serres · Thessaloniki